# شمال (فیلم ۱۹۹۴)
شمال (انگلیسی: North) فیلمی در ژانر فانتزی و کمدی-درام به کارگردانی راب رینر است که در سال ۱۹۹۴ منتشر شد.

## بازیگران
- الیجاه وود
- جون لوویتز
- جیسن الکساندر
- آلن آرکین
- دن اکروید
- کتی بیتس
- فیت فورد
- گراهام گرین
- جولیا لوئیس-دریفوس
- ریبا مک‌اینتایر
- جان ریتر
- بروس ویلیس
- الکساندر گودونوف
- کلی مک‌گیلس
- اسکارلت جوهانسون
- مارک شیمن
- تیلور فرای
- هلن هنف